# Segregação racial nos Estados Unidos

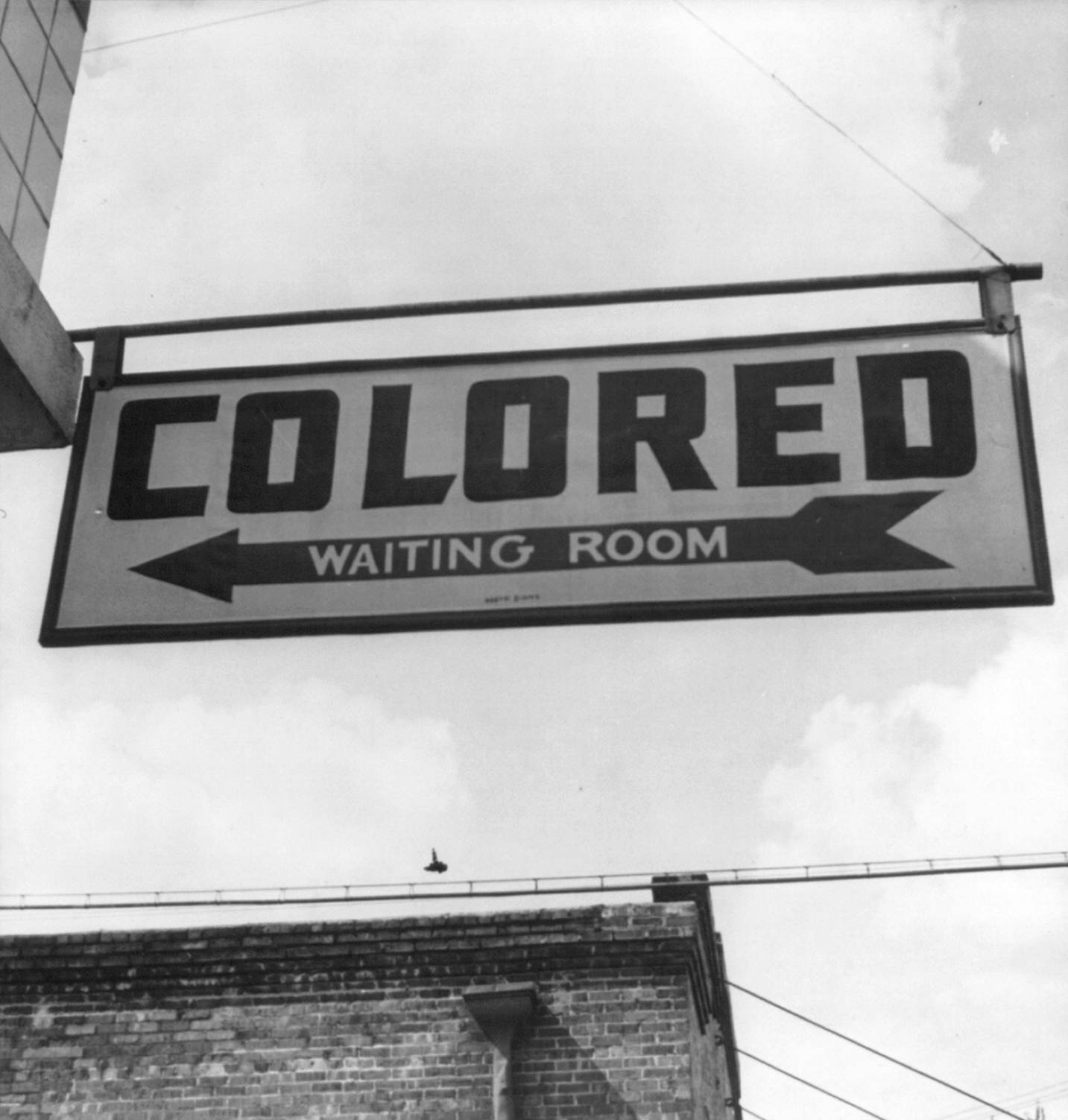
Uma placa escrita "colored" (ou "de cor") indicando uma sala de espera exclusiva para negros na parada de ônibus da Greyhound Lines, em Rome, Geórgia, nos Estados Unidos, na década de 1940.

A segregação racial nos Estados Unidos, como um termo geral, inclui a segregação baseada em discriminação racial em instalações públicas e privadas, serviços e oportunidades (a moradia, cuidados médicos, educação, emprego e transporte). A expressão é aplicada em situações onde a separação de raças (principalmente para com os afro-americanos) foi imposta de forma legal (no âmbito da lei) ou por imposição social. Ela é também aplicada para situações normais de discriminação e racismo pela comunidade branca contra os não-brancos.
Além das separações físicas e de provisões em instalações públicas e privadas (especialmente durante a era Jim Crow), o termo é amplamente usado para as barreiras legais de discriminação racial, que inclusive afetavam instituições governamentais. Por exemplo, nas forças armadas dos Estados Unidos até a década de 1950, negros possuíam quartéis e locais de treinamento separados dos brancos. Além disso, era proibido para eles ascender a alguma patente de oficial, criando unidades de afro-americanos liderados por oficiais superiores brancos. No âmbito civil, áreas públicas como ônibus, salas de atendimento, lavanderias, parques e filas para serviços públicos, além de escolas e faculdades, eram segregados racialmente.
A segregação sempre existiu, mesmo após a emancipação dos escravos durante a Guerra Civil Americana. Ela se tornou institucionalizada nas décadas posteriores ao conflito. Em 1867, o Congresso dos Estados Unidos passou a Lei de Reconstrução para proteger os direitos a voto e para garantir que os estados da União tivessem suas próprias constituições, desde que não ferissem a constituição nacional. Em 9 de julho de 1868 foi aprovada a 14ª Emenda da Constituição que garantia e protegia a igualdade dos cidadãos perante a lei. Dois anos depois, a 3 de fevereiro, a 15ª Emenda é ratificada para impedir a discriminação baseada em raça ou cor neste direito. A presença de tropas federais no sul garantiu que estas leis fossem implementadas. A Lei da Reconstrução formalizou então a supremacia da lei federal sobre as estaduais, garantindo direitos iguais para todos. Contudo, as leis Jim Crow espalharam-se, particularmente nos estados sulistas, mantendo-se firme e institucionalizando a segregação racial no começo do século XX. No norte também havia locais segregados, mas não geralmente por meio de leis mas sim por costumes e imposições sociais. O Partido Democrata dividiu-se nos caucus do sul (conservador) e do norte (liberal). Os sulistas apoiavam a segregação e pregavam a liberdade dos estados decidirem suas políticas. Os do norte eram mais progressistas e defendiam uma lei federal banindo a segregação.
Onde havia ou não discriminação institucionalizada por lei, os sulistas brancos usavam de violência para intimidar as comunidades negras. Grupos de supremacia racial, como a Ku Klux Klan, promoviam ataques e linchamentos contra negros se eles tentassem exercer seu direito a voto ou desrespeitassem as leis Jim Crow. O racismo era visto como uma forma de darwinismo social, afirmando que a segregação era, de alguma forma, condizente com as leis da natureza, com os brancos sendo superiores aos negros. Assim, muitas pessoas afirmavam que seu racismo não era preconceituoso, mas sim baseado em "ciência".
Em 1877, quando as tropas federais deixaram o sul, a situação foi gradualmente piorando, com a escalada do racismo e barreiras sociais contra os não-brancos. No final do século XIX, surgiu a ideia do "Separate but equal" ("Separados mas iguais"). Esta doutrina foi sedimentada ao longo do tempo, especialmente após um caso da Suprema Corte em 1896 (Plessy v. Ferguson) quando foi afirmado que era legal a separação entre brancos e negros nas companhias de trem da Luisiana. Baseada nesta decisão a institucionalização da segregação racial tornou-se legal nos estados sulistas, seja em áreas privadas ou públicas (como escolas, parques, hospitais, prisões, etc). Algumas companhias não cederam imediatamente e os estados tiveram de tomar medidas duras para impor a segregação completa. Por quase 60 anos foram feitas tentativas de quebrar a barreira legal do racismo no sul dos Estados Unidos, mas cortes estaduais e federais acabaram, ainda que não explicitamente, apoiando a doutrina do "Separados mas iguais". Havia também as leis antimiscigenação que proibiam casamentos interraciais. Essas leis foram derrubadas com o tempo. A última caiu em 1967.
No começo do século XX, a segregação afetava amplamente negócios e comunidades. Bairros dividiam-se em áreas de negros (geralmente pobre) e áreas de brancos (geralmente mais ricas). Em nível federal, a discriminação racial, apesar de não ser tão latente, também existia. Havia leis que permitiam as prefeituras de arbitrar se raças poderiam se misturar nas comunidades. Havia punições para negros que não cumprissem as regras. As políticas de divisão continuaram em vigor, principalmente no sul mas após a Segunda Guerra Mundial seus dias pareciam que iam chegar a um fim. Em 1948, o presidente Harry S. Truman formalizou a dessegregação das forças armadas. Seu sucessor, Dwight D. Eisenhower, mandou tropas para o estado do Arkansas (a primeira vez que forças federais adentraram em um estado sulista desde a Reconstrução) para fazer valer as decisões da Suprema Corte sobre dessegregação racial em escolas públicas e ele também assinou algumas leis de direitos civis em 1957 e também em 1960.

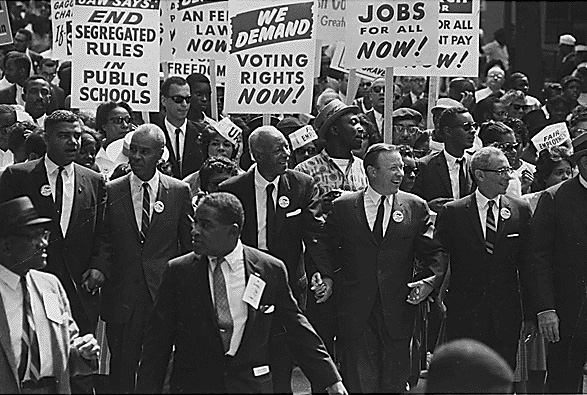
Um grupo de afro-americanos protestando pelo direito de votar (sufrágio).

Em 1955, aconteceria um marco na história dos direitos dos negros dos Estados Unidos. No altamente segregado e racista estado do Alabama, uma senhora negra chamada Rosa Parks se sentou em um assento reservado para negros. Com o ônibus ficando cheio, para evitar que brancos ficassem em pé, o motorista exigiu que os quatro negros da primeira fileira da parte exclusiva do automóvel para 'pessoas de cor' se levantassem, mas Rosa se recusou. Ela acabou sendo presa e enquadrada por desobedecer o código civil da cidade de Montgomery. Isso gerou revolta entre a comunidade negra local e protestos se espalharam. Um bem sucedido boicote as empresas de ônibus de Montgomery entrou em vigor no mesmo ano e durou por algum tempo. A revolta deu mais intensidade ao movimento dos direitos civis dos negros nos Estados Unidos, com Rosa Parks se tornando um símbolo internacional na luta contra a segregação. Figuras proeminantes como Martin Luther King, Jr. ganharam notoriedade pedindo igualdade de direitos. Enquanto a população branca no norte começava a ver a segregação como algo errado, os sulistas resistiam. Mas o entendimento das cortes estaduais e federais, além dos políticos, era de que a discriminação racial institucionalizada deveria acabar.
Sancionada por lei ou por convenção social, a segregação de jure foi derrubada nos Estados Unidos a nível federal através de uma série de decisões da Suprema Corte após o julgamento do caso Brown v. Board of Education de 1954 que afirmou que a segregação racial em escolas públicas era inconstitucional. O processo de dessegregação continuou até a década de 1970. O movimento por direitos civis para negros ganhou mais força no fim da década de 1950 e começo dos anos 60. Manifestações gigantescas (como a Marcha sobre Washington) forçou a sociedade a encarar o problema da segregação e a discutir se ela ainda era viável. O debate chegou até Washington, D.C. quando o Congresso aprovou as leis dos Direitos Civis (em 1964) e do Direito ao Voto (em 1965), que garantiram direitos iguais sem discriminação baseada em raça, encerrando assim a segregação institucionalizada.
Contudo, a segregação de facto nunca acabou e persiste até os dias atuais nos Estados Unidos, mesmo sem qualquer amparo em alguma lei. Diferenças em qualidade de vida, oportunidades, educação, acesso a empregos de qualidade e saúde ainda são realidade. A forma como a polícia (ainda majoritariamente formada por oficiais brancos) age ocasionalmente de forma diferente em comunidades habitadas por negros ainda gera comoção e raiva. Para tentar resolver ou amenizar o problema, governos federal e estaduais criaram algumas ações afirmativas com o objetivo de tentar reparar o erro histórico da segregação, mas sem muito sucesso.